# East Bay Ray
Raymond John Pepperell (Oakland, California; 17 de noviembre de 1958), más conocido como East Bay Ray, es un guitarrista de punk rock reconocido por su trabajo con la banda Dead Kennedys. Su estilo ha sido fuertemente influencia por la música surf, el jazz y el rockabilly, y, junto a la calidad compositiva y estilo de voz único de Jello Biafra, la forma de tocar de East Bay Ray fue uno de los factores definitivos en el sonido de los Dead Kennedys, y por extensión, de la segunda ola del punk estadounidense.
En algunas entrevistas East Bay Ray citó el estilo de tocar la guitarra de Syd Barrett en el álbum The Piper at the Gates of Dawn de Pink Floyd, al igual que la música de Ohio Players y el estilo del guitarrista Scotty Moore como unas de sus principales influencias.